# Жарко Домљан
Жарко Домљан (Имотски, 14. септембар 1932 — Загреб, 5. септембар 2020) био је хрватски историчар и политичар. Био је први председник Хрватског сабора после првих вишепартијских парламентарних извора 1990. године у СР Хрватској. У време његовог мандата као председника Сабора донесен је тзв. Божићни устав и Хрватска је прогласила независност.
У другом сазиву Сабора, од 1992. до 1995. године, изабран је за потпредседника Сабора и председника Одбора за спољну политику, те шефа парламентарне делегације у Скупштини Савета Европе.
Докторирао је на Филозофском факултету Универзитета у Загребу. Деловао је као научни саветник у Институту за историју уметности Универзитета у Загребу, те као главни уредник Ликовне енциклопедије Југославије и Енциклопедије хрватске уметности.
У прољеће 2010. године објавио је књигу својих политичких записа под називом „Подигнимо високо заставу: Хрватска од негација до признања“.